# Liste du patrimoine immobilier classé de Pepinster
Cette page regroupe l'ensemble du patrimoine immobilier classé de la ville belge de Pepinster.
| Objet | Année de construction / Architecte | Adresse                 | Section communale | Coordonnées                      | Numéro d’inventaire | Illustration |
| --- | ---------------------------------- | ----------------------- | ----------------- | -------------------------------- | ------------------- | --- |
| Château de Sclassin (façades et toitures) (M) et ensemble formé par cet édeifice et les terrains environnants (S) |                                    |                         | Wegnez            | 50° 35′ 22″ nord, 5° 48′ 12″ est | 63058-CLT-0001-01   | Château de Sclassin (façades et toitures) (M) et ensemble formé par cet édeifice et les terrains environnants (S)                                   |
| Gué romain de Becoën |                                    |                         | Pepinster         | 50° 33′ 47″ nord, 5° 46′ 25″ est | 63058-CLT-0002-01   | Image manquanteTéléverser |
| Maison Louis XVI (façades et toitures) |                                    | Rue du Centre, n°32     | Soiron            | 50° 35′ 33″ nord, 5° 47′ 24″ est | 63058-CLT-0003-01   | Maison Louis XVI (façades et toitures) |
| Chapelle Notre-Dame Débonnaire ou Saint-Roch |                                    |                         | Wegnez            | 50° 35′ 30″ nord, 5° 48′ 40″ est | 63058-CLT-0006-01   | Image manquanteTéléverser |
| L'église Saint-Roch, y compris la tour et l'enclos du cimetière |                                    |                         | Soiron            | 50° 35′ 33″ nord, 5° 47′ 27″ est | 63058-CLT-0007-01   | L'église Saint-Roch, y compris la tour et l'enclos du cimetière                                                                                     |
| Les tours du château de Soiron |                                    |                         | Soiron            | 50° 35′ 36″ nord, 5° 47′ 24″ est | 63058-CLT-0008-01   | Les tours du château de Soiron |
| Château de Soiron, (à l'exception des tours classées par arrêté du 30/11/1960) (M) et l'ensemble formé par le château, le parc et les alentours (S) |                                    |                         | Soiron            | 50° 35′ 37″ nord, 5° 47′ 22″ est | 63058-CLT-0009-01   | Château de Soiron, (à l'exception des tours classées par arrêté du 30/11/1960) (M) et l'ensemble formé par le château, le parc et les alentours (S) |
| Bois du Moraithier (+ HERVE/Grand-Rechain) |                                    |                         | Soiron            | 50° 35′ 35″ nord, 5° 47′ 24″ est | 63058-CLT-0010-01   | Image manquanteTéléverser |
| Maison |                                    | Rue du Village, n°30-31 | Soiron            | 50° 35′ 33″ nord, 5° 47′ 25″ est | 63058-CLT-0011-01   | Maison |
| Presbytère |                                    | Rue du Village, n°90    | Soiron            | 50° 35′ 27″ nord, 5° 47′ 27″ est | 63058-CLT-0012-01   | Image manquanteTéléverser |
| Croix, dite le Vieux Bon Dieu de Tancrémont, route de Tancrémont |                                    |                         | Pepinster         | 50° 33′ 06″ nord, 5° 46′ 58″ est | 63058-CLT-0013-01   | Image manquanteTéléverser |
| Gare: verrière, place Albert Ier |                                    | Place Albert Ier        | Pepinster         | 50° 34′ 06″ nord, 5° 48′ 24″ est | 63058-CLT-0015-01   | Gare: verrière, place Albert Ier |
| Parties de l'ancienne ferme sis rue du Centre, n°80 : façade à rue et toiture du n°80 A (ancien n°78), façades et toitures de l'ancien n°79, façades et toitures ainsi que l'escalier et le trottoir pavé à l'avant et à l'arrière de l'ancien n°80 A (M) |                                    | Rue du Centre n°80      | Soiron            | 50° 35′ 30″ nord, 5° 47′ 27″ est | 63058-CLT-0017-01   | Image manquanteTéléverser |
| Totalité de l'Église Saints-Antoine-Ermite-et-Apolline sise rue Neuve, 3: intérieur et extérieur, y compris les biens mobiliers. |                                    | Rue Neuve 3             | Pepinster         | 50° 34′ 05″ nord, 5° 48′ 10″ est | 63058-CLT-0018-01   | Totalité de l'Église Saints-Antoine-Ermite-et-Apolline sise rue Neuve, 3: intérieur et extérieur, y compris les biens mobiliers.                    |
| Vallon du Fiérain (+ VERVIERS/Lambermont) |                                    |                         | Wegnez            | 50° 35′ 20″ nord, 5° 49′ 25″ est | 63058-CLT-0019-01   | Image manquanteTéléverser |
| Huit bornes limitatives du marquisat de Franchimont au pays de Liège et de la seigneurie de Louveigné, principauté de Stavelot (+ SPRIMONT/Louveigné et THEUX/Theux, Fagne Saint-Remacle)                                                                 |                                    |                         | Pepinster         | 50° 31′ 42″ nord, 5° 45′ 32″ est | 63058-CLT-0020-01   | Image manquanteTéléverser |